# Mompha isocrita
Mompha isocrita é uma espécie de mariposa do gênero Mompha pertencente à família Coleophoridae.